# 邁納縣 (南達科他州)
邁納縣（英語：Miner County）是美國南達科他州東南部的一個縣。面積1,481平方公里。根据美國2000年人口普查，共有人口2,884人。縣治霍華德 （Howard）。
縣政府成立於1873年1月8日，縣政府成立於1880年12月2日。縣名紀念兩位達科他準州議員納爾遜·邁納和以法蓮·邁納。